# Rue Sainte-Marie-des-Terreaux
La rue Sainte-Marie-des-Terreaux est une voie du quartier des Terreaux dans le 1er arrondissement de Lyon, en France.

## Situation et accès
La rue débute sur la place des Capucins par des escaliers, c'est ensuite une voie piétonne jusqu'à la rue Sainte-Catherine, puis la circulation se fait dans le sens de la numérotation et à double-sens cyclable.

## Origine du nom

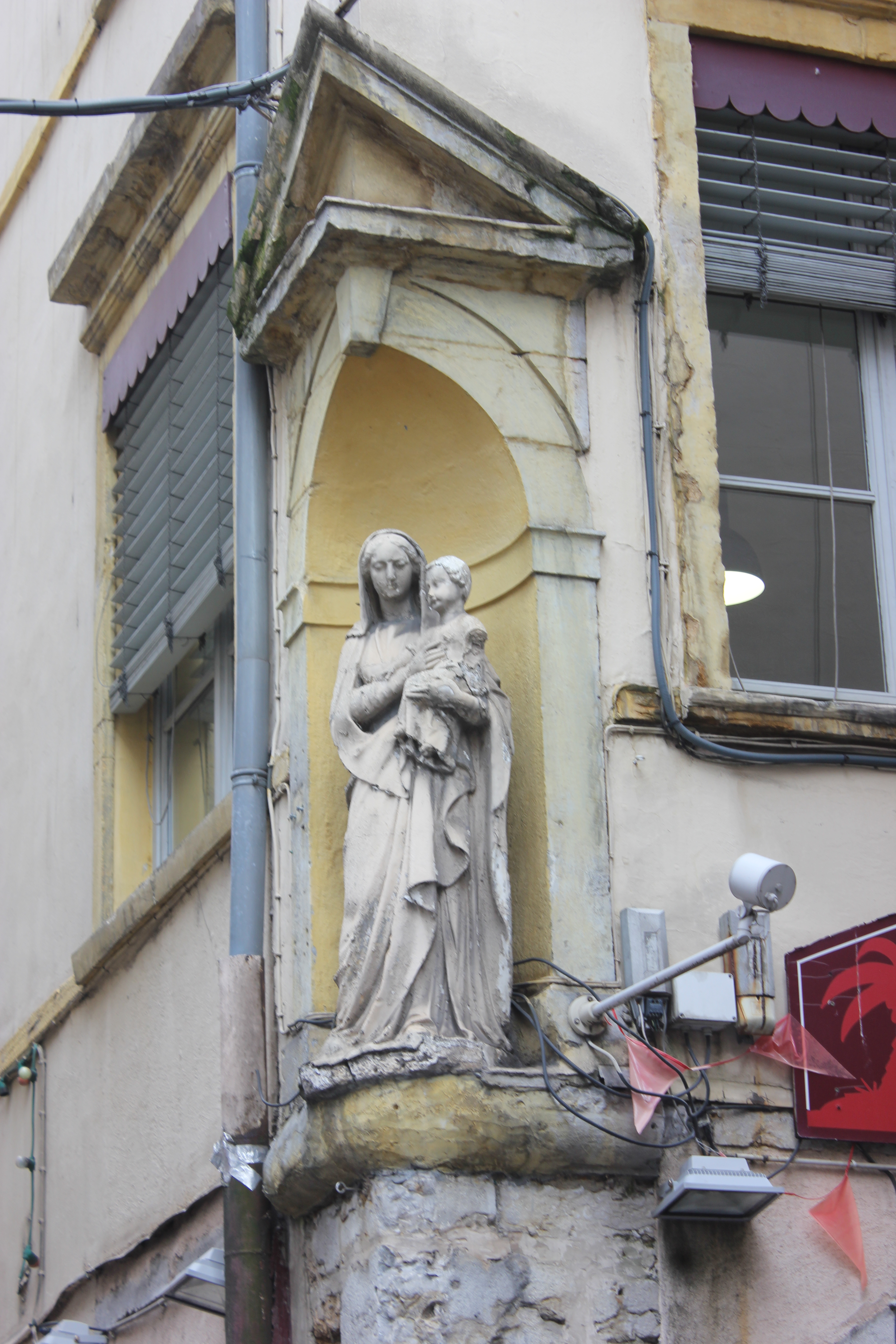
Statue de la Vierge Marie au 7.

C'est une statue de la Vierge Marie placée dans une niche qui lui donne son nom, avec le nom de Terreaux pour ne pas la confondre avec d'autres rues Sainte-Marie, de Lyon.

## Histoire
La rue est ouverte en 1643 par le consulat pour rallier la place des Terreaux à la place des Capucins.
Au no 6, se trouve un Mascaron à tête de satyre.

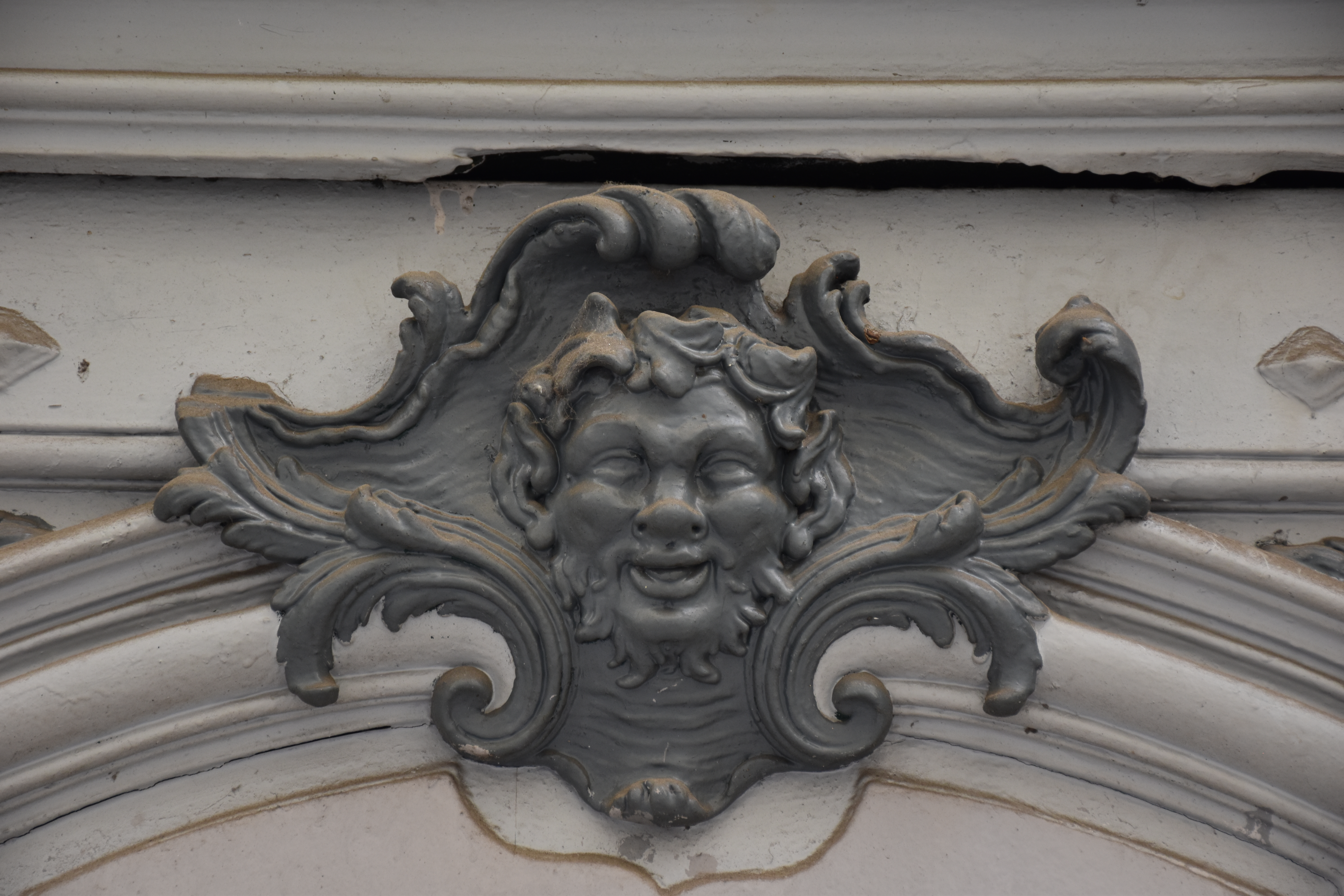
Mascaron à tête de satyre.